# Landarbeiterkate (Hundisburg)

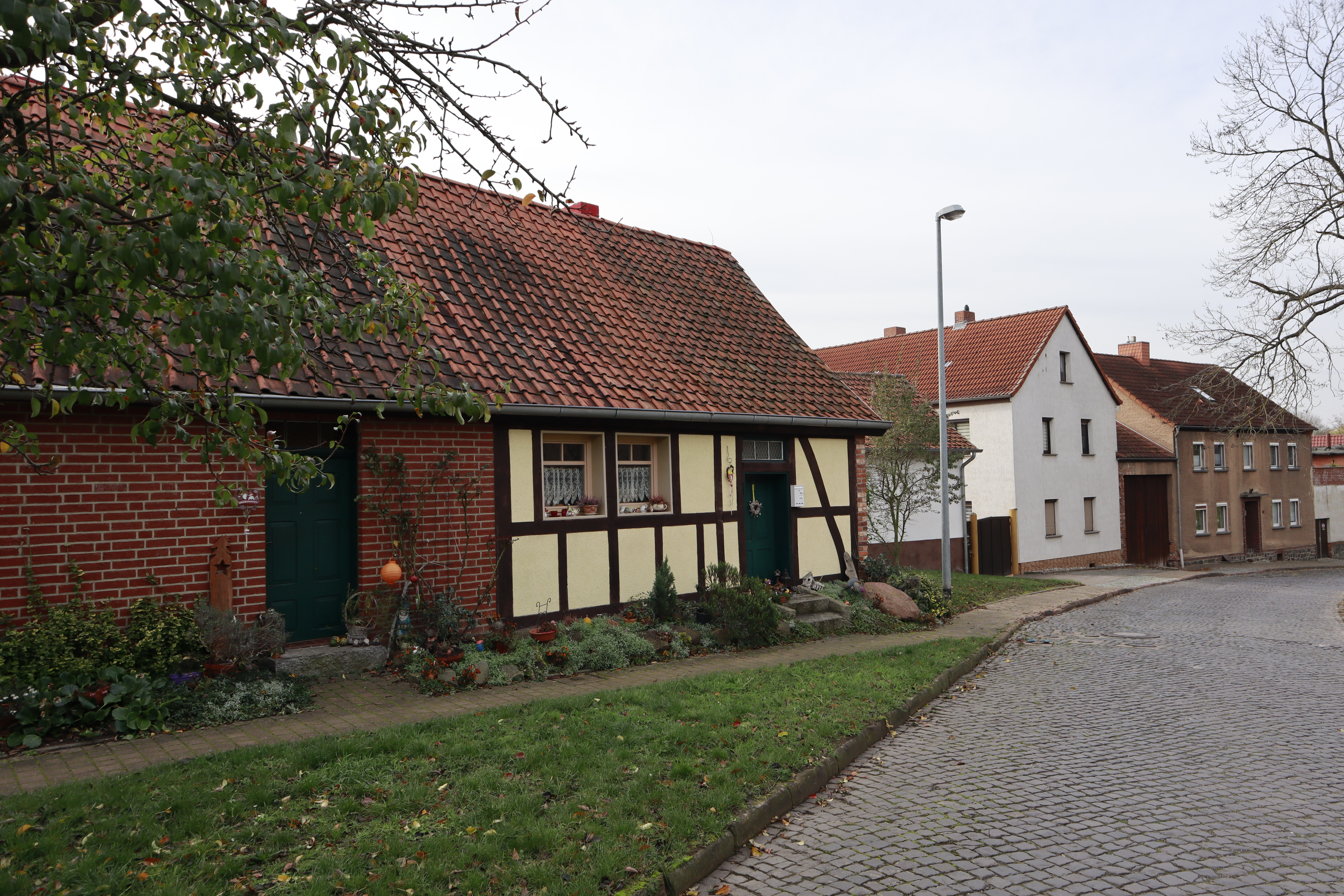

Die Landarbeiterkate in der Magdeburger Straße 16 ist ein denkmalgeschütztes ehemaliges Wohnhaus für Landarbeiter im Ortsteil Hundisburg der Stadt Haldensleben in Sachsen-Anhalt. Im örtlichen Denkmalverzeichnis ist das auch heute als Wohnhaus genutzte Gebäude unter der Erfassungsnummer 094 50042 als kultur- und sozialgeschichtlich wichtiges Baudenkmal eingetragen.
Nachdem Hermann von Nathusius Anfang der 1830er Jahre Schloss Hundisburg von seinem Vater übernommen hatte, baute er den dazugehörigen landwirtschaftlichen Gutsbetrieb zu einem frühen Mustergut aus. Im Rahmen der Errichtung eines großen Unterhofes am Fuße des Burgberges wurde auch die Landarbeiterkate, die Wohnraum und Stall unter einem Dach vereinte, erbaut. Sie liegt an der Magdeburger Straße in der Nähe des früheren Unterhofes, von diesem getrennt durch die Boitzgasse. Hier zweigt von der Magdeburger Straße die Zufahrtsstraße zum Schloss ab.
Das eingeschossige Gebäude ist ein in schlichter Formensprache gehaltener Ziegel-Fachwerkbau mit Satteldach. Aufgrund der prominenten Lage an der Auffahrt zum Schlosshof ist die Kate von erheblicher Bedeutung für das Straßen- und Ortsbild. Sie befindet sich in einem recht guten Erhaltungs- und Überlieferungszustand, ihr kommt deshalb aus Sicht des Denkmalschutzes auch dokumentarischer Wert zu.